# Castello di Ottmanach
Il castello di Ottmanach (in tedesco Schloss Ottmanach) si trova nella omonima località di Magdalensberg, comune austriaco del Distretto di Klagenfurt-Land appartenente al Land della Carinzia. La sua storia inizia negli ultimi anni del XVI secolo.

## Storia

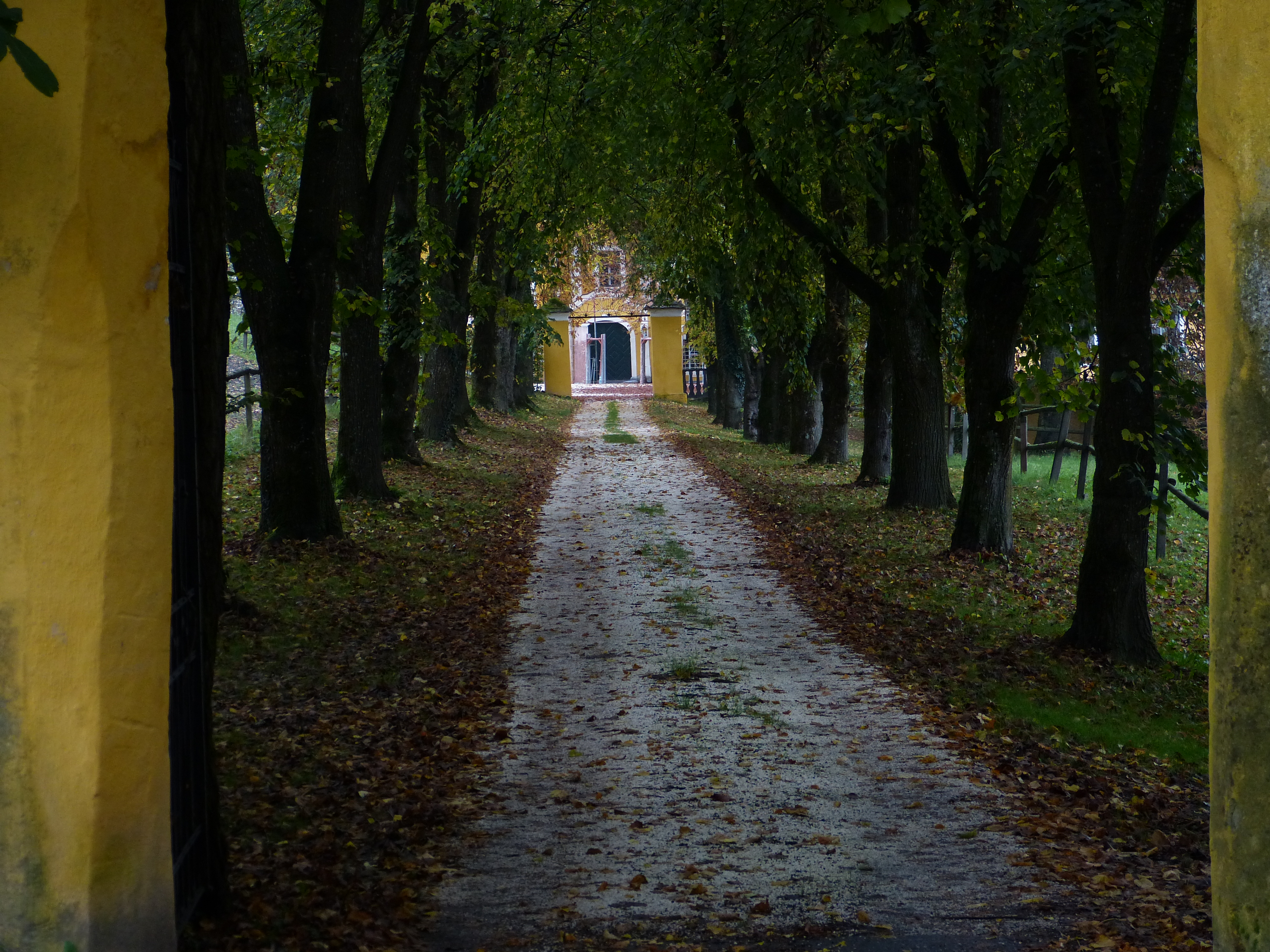
Viale interno di accesso al castello

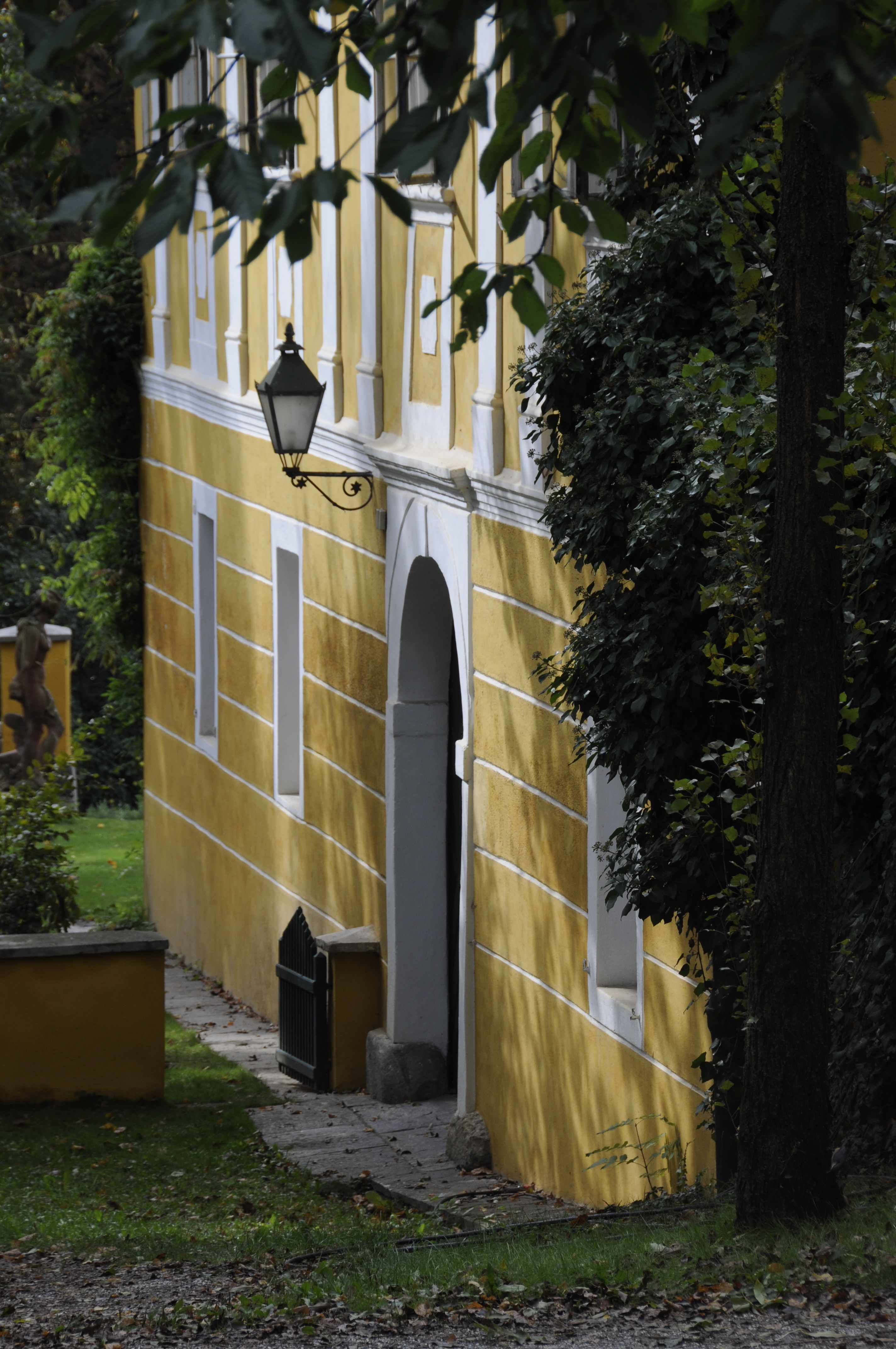
Particolare del portale di accesso

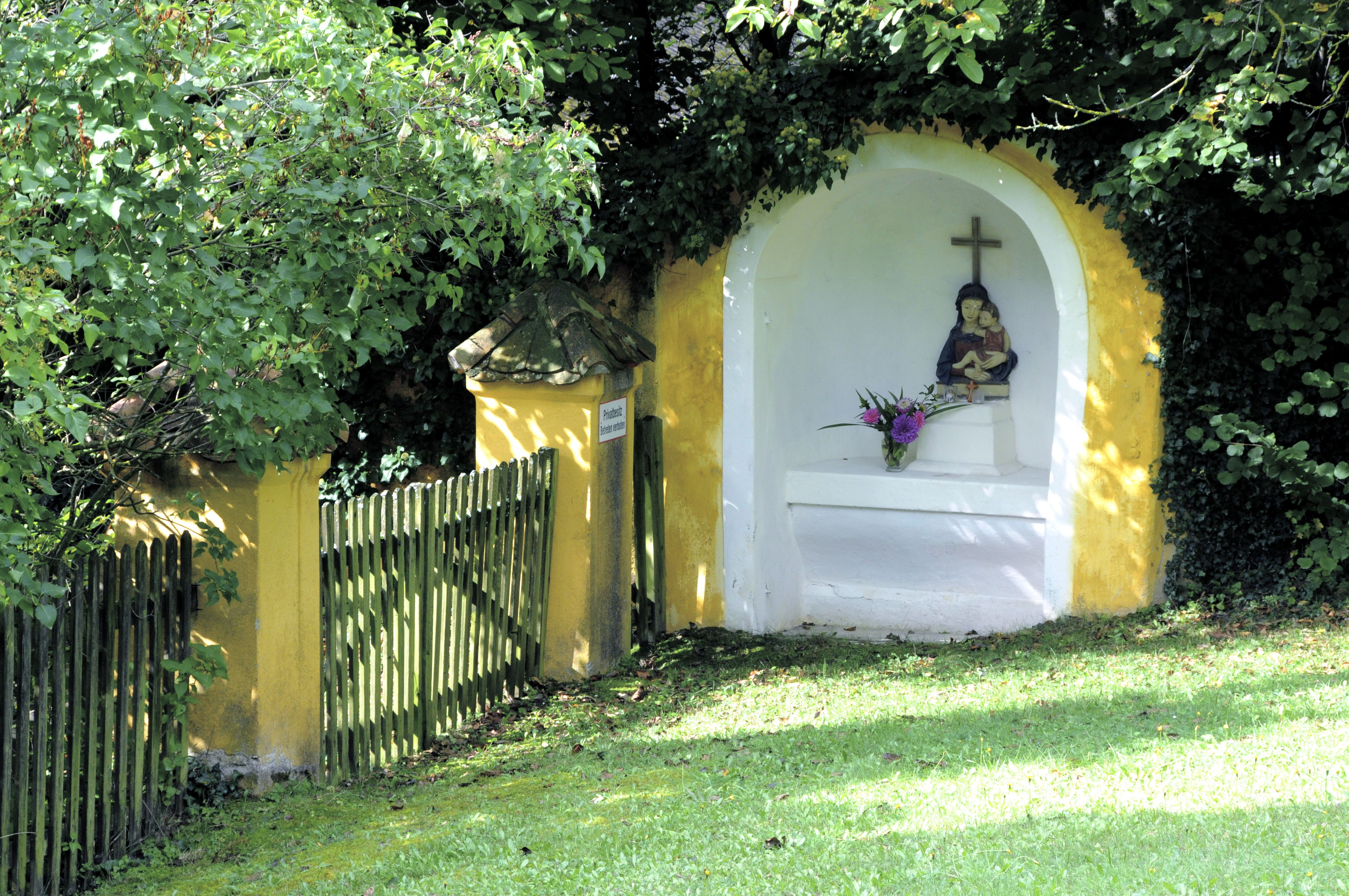
Piccola cappella votiva posta sulla via che porta al castello

L'insediamento di Ottmanach è uno dei più antichi dell'intera Carinzia e viene menzionato per la prima volta nel 980 in un documento dell'allora sovrano dell'Austria occidentale Ottone II di Sassonia come Königshube Otmanica. Il controllo territoriale poi passò ai conti del Tirolo, ai conti di Gorizia e successivamente ai ministeriali della famiglia Schenken von Osterwitz. Fino al 1587, quando il dominio dell'area apparteneva a Christof von Mooshaim, non risulta essere presente sul sito alcun castello. Dopo quella data le prime notizie sul palazzo lo descrivono come una residenza nobiliare senza funzione militare. Nel 1671 appare sui documenti una proprietà legata a un certo Mossheimb, che potrebbe aver venduto il castello di Ottmanach a Heinrich Älbl von Albenburg. Poi seguirono frequenti cambi di proprietà e intorno alla metà del XVIII secolo i signore risultò essere il barone Franz Johann von Gailberg. A quel periodo potrebbe risalire la trasformazione della primitiva struttura nelle forme di castello che ci sono pervenute anche se si hanno in realtà informazioni su numerosi interventi di ristrutturazione successivi che potrebbero essere stati anche di notevole entità.
Nel 1796 castello e tenuta vennero acquistati da Theresia von Sternfeld e circa un secolo più tardi, nel 1891, la proprietà risultò di Franz Sales Englhofer quindi, dal 1930, appartenne a Margarethe Bockelmann della ricca famiglia di banchieri austriaci dei Bockelmann. Il noto cantante e attore austriaco Udo Jürgens, al secolo Udo Jürgen Bockelmann, trascorse parte della sua infanzia nel castello. Dal 1957 il palazzo, con la sua tenuta, appartiene alla famiglia Bromovsky che qui gestisce una fattoria, un maneggio e un'attività ricettiva.

## Descrizione
Il castello si trova a Ottmanach, località del comune austriaco di Magdalensberg nel Distretto di Klagenfurt-Land, Land della Carinzia. Posto ai piedi meridionali dello storico picco del Magdalene, il castello è circondato da un ampio giardino e da un muro di cinta. Si tratta di un edificio a due piani con pianta irregolare a forma angolo. Le singole ali sono coperte da alti tetti a padiglione e sotto alcuni di questi vi sono state sistemate mansarde abitative. Le facciate di colore giallo risalgono al XVIII secolo. Il piano terra è in forma bugnata e le parti superiori delle facciate sono arricchite da lesene semplicie e accoppiate. Le finestre sono decorate con cornici in gesso e copertura con arco a tutto sesto o ad angolo retto. Uno stretto cortile rettangolare separa l'ala settentrionale, più stretta, dall'ala meridionale molto più ampia e al cortile si accede attraverso un portale con arco a tutto sesto arricchito da un timpano curvilineo. Su una parete che si affaccia sul cortile è murata una lapide romana. Nella parte orientale del complesso vi sono altre costruzioni e, tra queste, l'imponente fienile con le sue aperture di ventilazione in mattoni. La nicchia del timpano ovest è decorata con la figura di un santo. Nel parco, disposto a terrazze su piani diversi, vi sono varie statue in pietra. La proprietà è privata.

### Bene architettonico tutelato
Il castello di Ottmanach è stato posto sotto tutela dei monumenti da parte della Repubblica austriaca col numero 12529.